# Attaque de Tawori
Insurrection djihadiste au Burkina Faso
Batailles
- Samorogouan
- Intangom
- Nassoumbou
- Ariel
- 1re Inata
- Loroni
- Gorom-Gorom
- Koutougou
- Arbinda
- Hallalé
- Markoye
- Dounkoun
- Boukouma
- 2e Inata
- Titao
- Opération Laabingol
- Namissiguima
- Madjoari
- Bourzanga
- Seytenga
- Gaskindé
- Tin-Ediar
- Tin-Akoff
- Aoréma
- Ougarou
- Namsiguia
- Noaka
- Koumbri
- Djibo
- Tawori
- Mansila
- Nassougou
- Diapaga

Massacres
- Yirgou
- Solhan
- Karma
- Komsilga, Nodin et Soroe
- Bibgou et Soualimou
- Barsalogho
- Solenzo

Attentats
- 1er Ouagadougou
- 2e Ouagadougou
- 3e Ouagadougou

L'attaque de Tawori a lieu le 31 mars 2024 lors de l'insurrection djihadiste au Burkina Faso.

## Déroulement
Le 31 mars 2024, vers 16 heures, un détachement burkinabé basé à Tawori, près de Kalbouli, dans la province de Tapoa, est attaqué par des djihadistes du Groupe de soutien à l'islam et aux musulmans. D'après des témoignages, ces derniers surgissent avec 200 motos et s'emparent du camp après une heure de combats. Ils mènent ensuite un raid sur le village voisin, qui est pillé et dont plusieurs habitants sont tués. Au bout de deux heures, les djihadistes évacuent les lieux. L'attaque est par la suite revendiquée par le Groupe de soutien à l'islam et aux musulmans.

## Pertes
RFI rapporte que le bilan est lourd d'après une source sécuritaire burkinabè : au moins 73 personnes sont tuées, dont 16 militaires, 25 miliciens des Volontaires pour la défense de la patrie et 32 civils. Plusieurs militaires sont également portés. Au moins deux sont faits prisonniers et aparaissent dans une vidéo diffusée par les djihadistes.